# Vladimír Bouzek
Vladimír Bouzek (* 3. Dezember 1920 in Třebíč, Tschechoslowakei; † 31. Juli 2006 ebenda) war ein tschechischer Fußballer, Eishockeyspieler und Trainer, der als Trainer mit dem EV Füssen zweimal Deutscher Meister im Eishockey wurde und zwei Jahre die deutsche Nationalmannschaft betreute.

## Karriere
Vladimír Bouzek war in mehreren Sportarten aktiv. Er war nicht nur Eishockeynationalspieler der ČSR von 1946 bis 1949, er brachte es zwischen 1950 und 1951 auch auf drei Länderspiele im Fußball.
1935 begann er bei Horácká Slavia Třebíč und spielte dort, bis er 1948 für ein Jahr zu FC Zbrojovka Brno nach Brünn wechselte. Bis 1953 war er bei Vítkovické Železárny als Spielertrainer und wurde dort auch Landesmeister 1952. Von 1953 bis 1955 spielte er für SK Královo Pole in Brünn, von 1958 bis 1960 schließlich für Spartak Třebíč.
International brachte er es auf 20 Länderspiele mit 17 Toren. 1947 und 1949 wurde er Weltmeister, 1948 holte er bei den Olympischen Spielen und der Weltmeisterschaft die Silbermedaille.
Gleichzeitig spielte er Fußball für Horácká Slavia Třebíč (1935 bis 1943), SK Slezská Ostrava (1943 bis 1949), Vítkovické železárny (1949 bis 1953), TJ Slávia Bratislava VŠ (1953/54) und zuletzt für Spartak Třebíč (1955/56).
An der Universität in Brünn war er nach seiner aktiven Karriere Professor für Geographie und Sport. Gleichzeitig trainierte er erfolgreich den HC Kometa Brno. Zehn Meistertitel waren die bestmögliche Bewerbung als Eishockey-Nationaltrainer der Tschechoslowakei. Unterbrochen hatte er seine Zeit in Brünn für eine Saison 1959/60. Hier trainierte er das Team von Dynamo Berlin.
Durch seine Verdienste erlaubte man ihm 1967 den Wechsel in die deutsche Bundesliga. Damals 46 Jahre alt traute man ihm bei seinem neuen Verein, dem EV Füssen aber nicht allzu viel zu. Der damalige Serienmeister war auf dem absteigenden Ast. Im Vorjahr nur vierter und einige Abgänge waren keine guten Vorzeichen. Doch Bouzek änderte die Füssener Spielweise, weg vom kämpferischen Spiel hin zu einer besseren Technik. Dieser Wandel brachte Erfolg, und so führte er den EV Füssen zu den Meistertiteln 1968 und 1969.
Schon nach dem ersten Titel holte der Deutsche Eishockey-Bund Bouzek für die Nationalmannschaft. Gemeinsam mit Markus Egen betreute er das deutsche Team bei der B-WM 1968. Nach einem enttäuschenden vierten Platz, schaffte er, ein Jahr darauf mit Ernst Trautwein gemeinsam an der Bande den Aufstieg in die A-Gruppe.
Von 1976 bis 1978 trainierte er noch einmal den EV Füssen, doch die großen Zeiten waren da in Füssen bereits vorbei.
2007 wurde er für seine Verdienste mit der Aufnahme in die IIHF Hall of Fame geehrt.